# 기독당 (대한민국)
기독당(基督黨)은 기독사랑실천당 출신의 박두식 목사가 창당한 대한민국의 기독교 정당이다. 초기에는 기독민주당(약칭:기독당)이었다. 기독자유당과 비슷하게 보수적인 면도 있지만, 복지에는 찬성하는 것이 특징이다.
당대표가 김현욱 장로이자 전 경기도의원으로 바뀌면서 대북 강경책을 버린 것으로 알려졌다. 이후 기독당은 국제녹색당, 국민새정당 일부 인원과 함께 통일민주당으로 합당 및 당명변경을 결의했으나, 박두식 목사가 자신이 대표자라며 전당대회 무효를 주장해 선관위에 이의를 제기하면서 무산되었다. 이후 국제녹색당은 당명을 바꾸고, 다른 정당이 통일민주당 명칭을 가져갔다. 이 때문에 21대 총선에 입후보를 할 수 없게 됐는데, 김현욱 장로는 기독자유통일당과 표를 나눠가지는 일을 피하기 위해 차라리 선거 참여를 포기한다는 입장을 전달했다. 결국 2016년에 실시된 제20대 국회의원 선거 이래로 선거에 참가하지 않아 2020년 4월 14일에 중앙선거관리위원회의 정당 등록 취소 결정에 따라 해산되었다.
제21대 국회의원 선거가 끝난 직후, 기존 대표였던 박두식 목사를 중심으로 재창당을 위한 창당준비위원회가 결성되었으며, 이후 4개월이 지난 8월 24일에 공식적으로 재창당되었다.

## 주요 선거 결과

### 국회의원 선거
|  | 0% |

|  | 0.54% |

|  | 0% |

|  | 0% |

|  | 0.12% |

|  | 0% |

### 지방선거
|  | 0% |

|  | 0% |

|  | 0% |

|  | 0% |